# Lyrurus
Lyrurus Swainson, 1832 è un genere di uccelli della famiglia Phasianidae.

## Tassonomia
Il genere comprende 2 specie:
- Lyrurus mlokosiewiczi (Taczanowski, 1875) - fagiano di monte del Caucaso
- Lyrurus tetrix (Linnaeus, 1758) - fagiano di monte eurasiatico (gallo forcello)